# Aleuroglandulus striatus
Aleuroglandulus striatus es un hemíptero de la familia Aleyrodidae, con una subfamilia: Aleyrodinae. Fue descrita científicamente en 1941 por Sampson & Drews.